# Aix-en-Provence

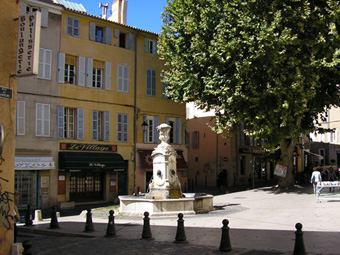
Aix-en-Provence, Place des Tanneurs

Aix-en-Provence  (ejtsd: eksz-an-provansz) város Franciaország délkeleti részén, Bouches-du-Rhône megyében, Provence egykori fővárosa. Napjainkban gyógyfürdőhely, a művészetek, a kutak és a platánok városa. Az Aixi főegyházmegye érseki székvárosa. A kb. 1000 m magas Saint Victoire-hegy által védett helyen, Marseille-től 30 km-re északra fekszik.

## Története
Kr. e. 123-ban a közeli kelta-ligur települést, Entremont-t Caius Sextius Calvinus római konzul csapataival elfoglalta, leromboltatta és a hőforrások mellett katonai telepet alapított, melyet Aquae Sextiae-nek („Sextius vize") nevezett el. Innen származik a város mai neve is.
A település az első századokban gyorsan fejlődött, néhány évtizedig a Gallia Narbonensis secundum provincia székhelye is volt. A kereszténység térnyerésével az 5. században a városban érsekség létesült.
Az antik kort követő „barbár” századokban a várost többször is feldúlták, 731-ben a szaracénok szinte teljesen elpusztították. A Frank Birodalom felosztását kimondó verduni szerződést (843) követően kezdett kialakulni a provanszál arisztokrácia és a provanszál nemzeti érzés.
1125-ben megalakult az önálló Provence-i grófság, melynek székhelye kezdetben Arles, majd 1182-től Aix lett. Ekkor kezdődött a grófi palota, a városfalak és a kereskedőnegyed kiépülése. A 13. századtól Provence az Anjou-dinasztia birtoka: Aix az udvari élet és a művészetek központja volt, 1409-ben alapították egyetemét. Fénykorát a 15. század második felében Anjou René, a művelt és bőkezű mecénás, a „derék René király" idejében érte el.
Provence 1481-ben örökségként a francia király, XI. Lajos birtoka, tehát a Francia királyság része lett, bár önállóságának egy részét megtarthatta. Aix grófsági főváros helyett tartományi székhely, de központi szerepe – az itt ülésező parlamenttel – a francia forradalomig megmaradt. 1539-ben a hivatalos iratoknál kötelezővé tették a francia nyelv használatát.
A 17-18. században épült meg a város több elegáns negyede, mintegy 100–150, ma már műemléki védettségű magánpalotája, középülete, valamint híres főútja, a Cours Mirabeau. Végül lebontásra ítélték a grófi palota épületeit, hogy helyet adjanak további építkezéseknek.
1790-ben a francia forradalom megszüntette Provence maradék önállóságát, feloszlatta az aixi parlamentet és az egyetemet (utóbbit később újra megnyitják), a város elvesztette korábbi kiváltságos helyzetét.
A 19. század közepén a helyi polgárság részvételével elkezdődött Aix restaurációja, közigazgatási és oktatási pozíciói egy részének visszaszerzése. A fejlődés fontos részeként, több jelentős csatorna  megépítésével sikerült megoldani a lakosság ivóvíz-ellátását.
A második világháború idején a város határában (Milles) internálótábor volt, aminek emlékhelye ma is látható. Amikor Franciaország 1961-ben kivonult Algériából, Aixbe is sok hazatelepülő érkezett. Jelentős városfejlesztési programok kezdődtek, új lakónegyedek létesültek. A város napjainkban is terjeszkedik, és folyamatban van egy modern központi negyed kialakítása is.

## Gazdaság, közlekedés
A város nagyobb ipari létesítményekkel nem rendelkezik. Fontosabb ágazatok a mezőgazdasági termékek (gyümölcs, mandula, olajbogyó) feldolgozása, a szolgáltató- és vendéglátóipar, népszerűek hagyományos vásárai. Kiemelkedő jelentőségű az idegenforgalom, s a gyógyturizmus. A turizmusnak az is kedvez, hogy itt vezet az A7-es autópályája, amelyen nemcsak Marseille városa és nemzetközi repülőtere, hanem a francia szuperexpressz, a TGV néhány éve létesített állomása is gyorsan elérhető.

## Kultúra
Az egykori főút, a Cours Mirabeau ma forgalmas sétány, amely kettéosztja a városközpontot. Egyik oldalon a középkori óváros, keskeny, kanyargó utcáival, szűk bejáratú lakóházaival, számtalan üzletével, bárjával és éttermével; a másik oldalon az arisztokratikus Mazarin-negyed, jórészt 17. századi, főleg barokk stílusú palotáival, díszes homlokzatokkal és árnyas kertekkel. A városkép fontos részei az évszázadokkal ezelőtt kialakított, jórészt napjainkban is működő díszkutak a régi város majd minden terén (számuk lassan fogyóban).
Aix-en-Provence-ban jelenleg az egyetem bölcsészettudományi és jogi kara működik, a többi kart 1968-ban Marseille-be helyezték, amikor az egyesített Aix-Marseille-i Egyetemet alapították.
A város ad otthont Európa egyik legrégebbi mérnökképző főiskolája, az École Nationale Supérieure d'Arts et Métiers egyik fiókintézményének.
A mintegy 160 000 kötetes, számos kódexéről és ősnyomtatványáról is híres Méjanes-könyvtárat korszerű, multimédiás részleggel is rendelkező irodalmi és kulturális központtá alakították (Cité du Livre).
A képzőművészetnek ezen a vidéken jelentős hagyományai vannak. Főbb múzeumok:
- Granet-múzeum, Dél-Franciaország egyik legjelentősebb képtára. A Máltai lovagrend egykori palotájában, az épület évekig tartó felújítása után, 2006 tavaszán nyitották meg újra.
- Gobelin múzeum, a korábbi érseki palota épületében
- Cézanne emlékmúzeum, a festő egykori műtermében
- A Vasarely-alapítvány központja és kiállítótermei (1975 óta)

Európai rangú az 1948 óta nyaranta megrendezett nemzetközi Aix-en-provence-i Operafesztivál, és a város zenei életében fontos szerepet játszik a helyi konzervatórium is. 2013 óta rendezik meg a Húsvéti Fesztivált.

## Főbb nevezetességek
- az egykori Oppidum Entremont romjai
- a római kori termákra épült gyógyfürdő
- a középkori városfal épen maradt egyik tornya
- a Saint-Sauveur székesegyház:  keresztelőkápolnája az 5. századból (római kori oszlopokkal), egy kisebb, román stílusú része a 12. századból való, a gótikus homlokzat a 15. században alakult ki
- a 17. századi városháza, mellette a jóval korábbi gótikus óratorony
- a Saint-Jean-de-Malte (johannita) templom, Provence első jelentős gótikus építménye (13. század)
- Vendôme-pavilon (17. század)
- Fondation Vasarely (Vasarely alapítvány és múzeum)[2]
- Fontaine de la Rotonde
- Fontaine des Quatre-Dauphins
- Grand Théâtre de Provence

## A város híres szülöttei
- François Zola (1630–1706), az író apja, vízépítő mérnök
- François Marius Granet (1775–1849), festőművész
- François Mignet (1796–1884), történetíró
- Paul Cezanne (1839–1906), a 20. századi modern festészeti irányzatok egyik elindítója